# Département de Berón de Astrada
Pour les articles homonymes, voir Astrada.

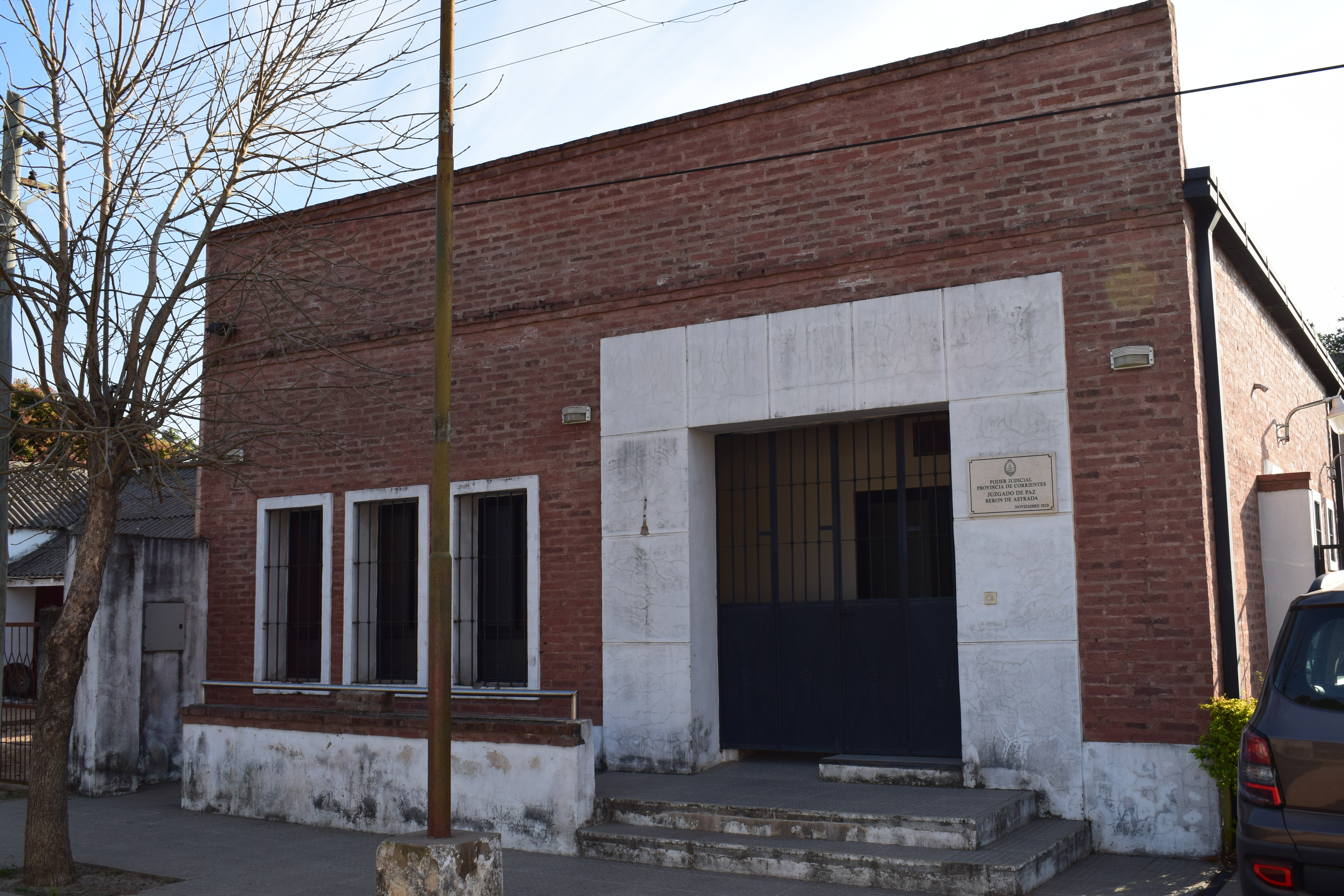
Bâtiment du juge de paix dans le département de Berón de Astrada

Le département de Berón de Astrada est une des 25 subdivisions de la province de Corrientes, en Argentine. Son chef-lieu est la ville de Berón de Astrada.
Le département a une superficie de 804 km2. Sa population s'élevait à 2 294 habitants en 2001.

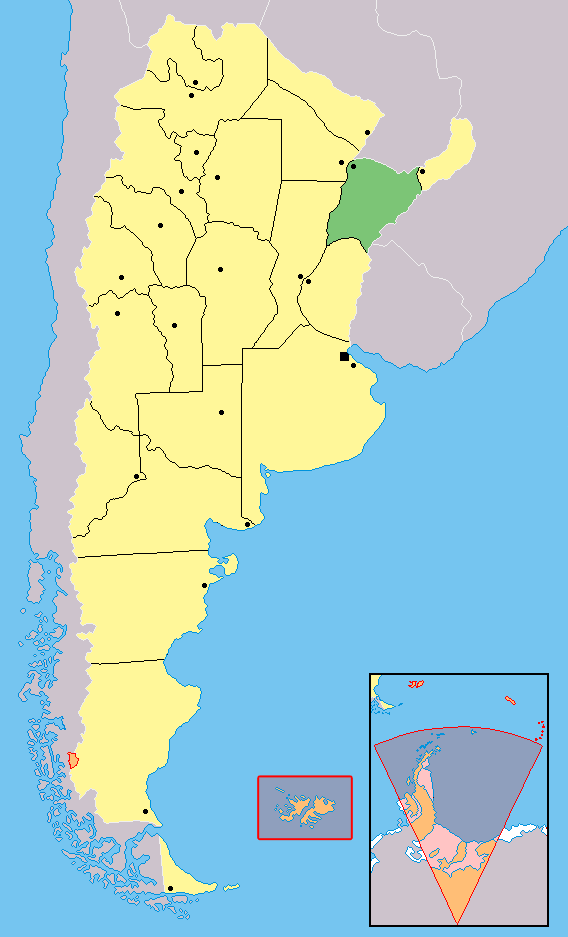
Localisation de la province de Corrientes en Argentine.